# The Playboy
The Playboy es una novela gráfica del dibujante canadiense Chester Brown, serializada en 1990 en el cómic de Brown Yummy Fur y recopilada en diferentes ediciones de libros revisadas en 1992 y 2013. Se trata de la culpa y la ansiedad de Brown por su masturbación obsesiva con las modelos Playboy Playmate.
La historia comienza con la primera compra de una edición de Playboy por parte de Brown cuando era adolescente. Su masturbación obsesiva le produce una gran culpa y ansiedad, y por temor a ser descubierto, se deshace repetidamente de las copias de la revista, solo para recuperarlas más tarde. Sus emociones conflictivas lo siguen hasta la edad adulta hasta que las purga al revelarse a sí mismo a través de sus cómics. La disposición libre y orgánica de paneles de formas extrañas de obras de arte simples y expresivas contrasta con las páginas en forma de cuadrícula más detalladas de Brown en su trabajo de la década de 1980, como Ed the Happy Clown.
Playboy forma parte del período autobiográfico de principios de la década de 1990 de Brown y fue el primer libro que planeó como una historia completa. Brown lo concibió como un trabajo más largo con lo que se convirtió en su próxima novela gráfica, I Never Liked You (1994), pero encontró que la historia más grande era demasiado compleja para manejarla de una vez. La historia ha atraído elogios por su honestidad reveladora y críticas de quienes la vieron como una glorificación de la pornografía. El editor de Playboy, Hugh Hefner, le escribió a Brown para expresar su preocupación por las ansiedades sexuales de Brown en un mundo posterior a la revolución sexual.

## Trasfondo
Chester Brown creció en Châteauguay, un suburbio de Montreal con una gran minoría de habla inglesa; no habla francés. Se describió a sí mismo como un «adolescente nerd» atraído por los cómics desde muy joven. Buscó una carrera dibujando cómics de superhéroes, pero no logró encontrar trabajo con Marvel o DC después de graduarse de la escuela secundaria. Se mudó a Toronto y descubrió los cómics underground,y la comunidad de prensa pequeña. Comenzó a autoeditar un minicómic en 1983 titulado Yummy Fur.
A partir de 1986, Vortex Comics, con sede en Toronto, comenzó a publicar Yummy Fur. Después de hacerse un nombre en los cómics alternativos con la serie surrealista Ed the Happy Clown, Brown recurrió a la autobiografía, después de leer ese trabajo de Julie Doucet y Joe Matt. El trabajo de su amigo y compañero dibujante de Toronto, Seth, inspiró a Brown a reducir su estilo de dibujo a principios de la década de 1990. Comenzó tentativamente su período autobiográfico con un par de cuentos cortos, y gradualmente se volvió más libre con sus diseños de paneles y más simple en su obra de arte.

## Contenido
La historia autobiográfica tiene lugar en la ciudad natal de Chester «Chet» Brown, Châteauguay, en 1975, cuando Brown tenía 15 años. Detalla su obsesión con las Playmates en la revista Playboy. El personaje de Brown se masturba obsesivamente en secreto, aterrorizado de que lo descubran, pero incapaz de resistir la tentación. Luego se siente culpable y, a veces, se deshace de las revistas, solo para recuperarlas. Como adulto, a veces vuelve a comprar copias de números que había descartado.
La historia tiene lugar principalmente durante la adolescencia de Brown y termina en el momento de la creación del libro. Brown usa una figura con alas de murciélago con su propio rostro para narrar la historia y estimular a Chet de una manera similar al tropo del ángel y el demonio sobre los hombros. Chet nunca reconoce al narrador, quien parece ser visible solo para el lector. El narrador habla de Brown en tercera persona en las partes adolescentes de la historia, pero en primera persona en la edad adulta de Brown.

### Sinopsis
La historia comienza en la iglesia, donde el narrador alado engatusa al adolescente Chet para que compre una revista Playboy que había visto a la venta. Chet se arma de valor para comprarlo en una tienda de conveniencia a una distancia considerable de su casa, con la esperanza de que nadie lo vea allí.
Después de llevársela a casa y masturbarse con ella, desecha la revista escondiéndola debajo de una tabla de madera en el bosque cercano a su casa. Su obsesión lucha contra su culpa y finalmente regresa por ella, una situación que se repite a lo largo de la historia. Su obsesión lo supera tanto que, incluso cuando su madre muere mientras él está en el campamento, su primer pensamiento al regresar a casa es recuperar el Playboy que ha escondido en el bosque. Como adulto, busca números atrasados y memoriza fechas y nombres de modelos Playmate, y se deshace de ellos por la culpa que siente o el miedo de ser descubierto por una novia. Su obsesión interfiere en sus relaciones con las mujeres: relata que, mientras veía a una novia, solo podía mantener una erección para ella fantaseando con sus Playmates favoritas, y que prefería la masturbación a tener sexo con ella.
The Playboy termina con Brown dibujando la historia en progreso. Aunque sabe que sus amigos pronto lo leerán, todavía se siente incómodo discutiéndolo con ellos.

## Estilo y análisis
A fines de la década de 1980, Brown estaba insatisfecho con su estilo de dibujo. Comenzó a simplificarlo después de terminar con Ed the Happy Clown, ya que había estado leyendo trabajos de dibujantes con estilos más simples como John Stanley y el amigo de Brown, Seth. Abandonó el diseño de cuadrícula que había usado y dispuso los paneles en la página de una manera variada y orgánica. Primero hizo los dibujos y solo después colocó los bordes de los paneles, que se ajustan a las formas de las imágenes que encierran y están en una mano libre tambaleante, muy parecida a las de los hermanos Hernández (Gilbert y Jaime) o Robert Crumb. Brown distorsionó sus imágenes para transmitir emociones, pero no en las formas caricaturescas tradicionales. Por ejemplo, cuando el adolescente Brown se encuentra con amigos de sus padres, no se encoge físicamente de vergüenza, sino que lo hace a través de la distorsión de la perspectiva.
Chet es introvertido y se aísla a sí mismo, prefiriendo la pornografía a comunicarse con otros, como su hermano. Chet ocupa un lugar central en la narración, y los personajes secundarios solo hacen breves apariciones.
Brown representa la masturbación obsesiva de Chet, y su estilo de masturbación poco común ha llamado la atención: mira hacia abajo y frota su pene entre las palmas de ambas manos, un estilo que Marcy R. Isabella dice se asemeja a un par de manos en oración. El estilo ha llegado a ser llamado «el Chester» después de una caricatura de Peter Bagge. Se siente aterrorizado de que lo atrapen masturbándose y su arrepentimiento lo impulsa continuamente a deshacerse de las revistas, escondiéndolas en el bosque cerca de su casa, pero siempre regresa por ellas. La madre de Brown muere mientras él está en el campamento, que se menciona solo brevemente, ya que cuando regresa del campamento, inmediatamente se dirige al bosque para desenterrar la Playboy que había enterrado allí. El crítico de cómics Darcy Sullivan ve a Brown en esta escena habiendo «dejado de lado sus dolorosos sentimientos por ella y por otras mujeres, a favor de este fetiche cutre». Chet se siente sorprendido y repelido por una página central de una Playmate negra con la que se encuentra, lo que hace que se dé cuenta de los sentimientos racistas que tiene.
Al terminar The Playboy, Brown se sintió culpable por seguir mirando a Playmates y los créditos de haber aparecido impresos lo ayudaron a superar su vergüenza. Si bien muchos han interpretado el libro como una condena de la pornografía, para Brown se trata de la culpa que le hicieron sentir por usar ese medio. Algunas interpretaciones, como las de Sullivan y Darrel Epp, ven a The Playboy demostrando cómo las imágenes idealizadas en la pornografía distorsionan las normas sociales y las expectativas de belleza; un ejemplo citado es una escena en la que Brown dice que solo podría mantener una erección con una novia si fantaseaba con sus Playmates favoritas. Brown se ha opuesto a esta interpretación; más bien, lo ve como una falla en el trabajo, ya que no proporciona suficiente contexto para lo que pretendía comunicar: que había entablado una relación con una mujer a quien no no le resulta atractivo sexualmente, y que si Playboy no existiera habría fantaseado con otras imágenes de mujeres.
El crítico Darcy Sullivan vio el libro como una presentación de cómo la obsesión de Brown por Playboy afecta su capacidad para relacionarse con las mujeres. Sullivan llamó a las historias de The Playboy «[el] sexo más honesto en los cómics» de principios de la década de 1990, «y la exposición más condenatoria de la pornografía», ya que trata «nada más que la relación de Brown con Playboy». Elogia la rapidez con la que Brown maduró como narrador en el transcurso de The Playboy, y por la credibilidad de las escenas que pueden o no haber sucedido como Brown las describió. Si bien parece reconocer las preocupaciones feministas, Brown se describe a sí mismo como «una víctima de sus impulsos», y que «Playboy lo ha mantenido mentalmente separado». Sullivan afirma que el libro muestra que la pornografía no solo satisface una necesidad, sino que fomenta una adicción. Los cómics de Brown plantean preguntas, en lugar de tratar de responderlas, un enfoque que Sullivan comparó favorablemente con el del trabajo menos sutil de Joe Matt, que también detalla una obsesión por la pornografía: escribió que los cómics de Matt analizan y racionalizan su obsesión, mientras que los de Brown se limitan a revelarla.

## Publicación
Brown había tenido problemas para hacer historias autobiográficas de su vida contemporánea, ya que su historia se interconectaba con las historias de quienes lo rodeaban: los amigos que retrataba no siempre estaban de acuerdo con la forma en que los representaba. Retrata la reacción negativa de su amiga Kris en «Showing Helder» a su representación de ella en «Helder». Brown recurrió a las historias de su adolescencia, ya que había perdido el contacto con la mayoría de los que conocía en ese momento. Brown declaró que tenía la intención de una historia más larga que abarcara lo que terminó en The Playboy y la siguiente novela gráfica, I Never Liked You (1994), pero cuando la planeó descubrió que era demasiado compleja. Dijo que tenía una idea clara de las historias de su vida que usaría, y la forma general de la narración, pero tenía un «sentido de improvisación», ya que no lo escribió de antemano.
La serialización apareció bajo el título Disgust en los N.º 21-23 de Yummy Fur, publicado en ese momento por Vortex Comics. Con el vigésimo quinto número de Yummy Fur en 1991, Brown cambió de editor a Drawn & Quarterly, con sede en Montreal, que publicó una edición recopilada y revisada de The Playboy en 1992; esta fue la primera novela gráfica de la editorial. Brown reescribió, reescribió y reformuló el libro para una edición comentada en 2013, también de Drawn & Quarterly.

## Recepción y legado
La historia ganó elogios de los fanáticos, críticos y otros dibujantes, y obtuvo una nominación al Premio Harvey en 1991 por Mejor Número o Historia Individual. The Playboy, I Never Liked You, y varias piezas más cortas ocuparon el No. 38 en la lista de los 100 mejores cómics en inglés del siglo XX de The Comics Journal como «Los cómics autobiográficos de Yummy Fur». El caricaturista Gilbert Hernández afirmó: «The Playboy y I Never Liked You son probablemente las mejores novelas gráficas junto a Maus». El crítico Frank Young lo llamó una «obra fundamental» en la tendencia de los cómics autobiográficos de principios de la década de 1990. El crítico Darcy Sullivan consideró que era una lectura obligatoria para aquellos que se toman en serio los cómics, y una «mirada histórica al crecimiento de un artista», refiriéndose al ritmo con el que maduró el trabajo de Brown en el transcurso de los tres números de su serialización.
Brown declaró que varias mujeres se ofendieron con el libro y dijeron que glorificaba la pornografía. Hugh Hefner le envió a Brown una carta después de la publicación de The Playboy, mostrando su preocupación de que alguien que creció durante la revolución sexual aún pudiera sufrir tal confusión y ansiedad. Darcy Sullivan comparó el trabajo autobiográfico obsesionado con la pornografía de Joe Matt en Peepshow desfavorablemente con The Playboy en un número de The Comics Journal, a lo que Brown respondió con una defensa del trabajo de Matt en un número posterior.
Desde entonces, las actitudes de Brown hacia la pornografía han cambiado mucho. Cuando hizo The Playboy, estaba luchando con su vergüenza por comprar pornografía; dos décadas más tarde abogó abiertamente por la despenalización de la prostitución en Paying for It (2011).

### Obras citadas
- Bagge, Peter (Abril de 1991). «Peter Bagge attempts 'The Chester' to a copy of Birdland».  En Brown, Chester, ed. Yummy Fur (Vortex Comics) (24): 26. ISSN 0830-4386.
- Beaty, Bart (2011). «Selective Mutual Reinforcement in the Works of Chester Brown, Joe Matt, and Seth».  En Chaney, Michael A., ed. Graphic Subjects: Critical Essays on Autobiography and Graphic Novels. University of Wisconsin Press. pp. 247–259. ISBN 978-0-299-25104-8.
- Bell, John (2006). Invaders from the North: How Canada Conquered the Comic Book Universe. Dundurn Press. ISBN 978-1-55002-659-7.
- Canadian Art staff (2004). «Chester Brown meets Louis Riel». Canadian Art (Maclean-Hunter) 21 (3): 128. ISSN 0825-3854.
- Devlin, Tom (17 de abril de 2013). «Interns are Ossum Possum (Chester Brown Edition)». Drawn & Quarterly. Archivado desde el original el 27 de enero de 2015. Consultado el 27 de enero de 2015.
- Epp, Darell (29 de enero de 2002). «Two-Handed Man interviews cartoonist Chester Brown». Two Handed Man. Archivado desde el original el 9 de mayo de 2008. Consultado el 23 de abril de 2011.
- Farley, Melissa; Schuckman, Emily; Golding, Jacqueline M.; Houser, Kristen; Jarrett, Laura; Qualliotine, Peter; Decker, Michele (15 de julio de 2011). Comparing Sex Buyers with Men Who Don't Buy Sex: 'You can have a good time with the servitude' vs. 'You're supporting a system of degradation' Paper. Psychologists for Social Responsibility Annual Meeting July 15, 2011, Boston, MA. Prostitution Research & Education. Archivado desde el original el 28 de noviembre de 2014.
- Grace, Dominick; Hoffman, Eric (2013). «Introduction».  En Grace, Dominick; Hoffman, Eric, eds. Chester Brown: Conversations. University Press of Mississippi. pp. vii-xxxi. ISBN 978-1-61703-868-6.
- Gravett, Paul. «Creator Profile: Chester Brown». Paul Gravett. Archivado desde el original el 1 de abril de 2014. Consultado el 7 de abril de 2011.
- Harvey Awards Executive Committee. «1991 Harvey Awards». Premios Harvey. Harvey Awards Executive Committee. Archivado desde el original el 14 de agosto de 2012. Consultado el 27 de enero de 2015.
- Hatfield, Charles (Febrero de 1999). «No. 38: The Autobiographical Stories in Yummy Fur».  En Spurgeon, Tom, ed. The Comics Journal (Fantagraphics Books) (210). ISSN 0194-7869.
- Isabella, Marcy R. (2012). «The Playboy».  En Beaty, Bart; Weiner, Stephen, eds. Critical Survey of Graphic Novels: Independents and Underground Classics. Salem Press. pp. 644-646. ISBN 978-1-58765-950-8.
- Juno, Andrea (1997). «Interview with Chester Brown». Dangerous Drawings. Juno Books. pp. 130-147. ISBN 0-9651042-8-1.
- Køhlert, Frederik Byrn (2012). «I Never Liked You: A Comic-Strip Narrative».  En Beaty, Bart H.; Weiner, Stephen, eds. Critical Survey of Graphic Novels: Independent and Underground Classics. Salem Press. pp. 378-381. ISBN 978-1-58765-950-8.
- Olmsted, Jared L. (2010). «The Playboy».  En Booker, M. Keith, ed. Encyclopedia of Comic Books and Graphic Novels 1. ABC-CLIO. pp. 468-470. ISBN 978-0-313-35748-0.
- Rogers, Sean (9 de mayo de 2011). «A John's Gospel: The Chester Brown Interview». The Comics Journal. Fantagraphics Books. Archivado desde el original el 12 de mayo de 2011. Consultado el 10 de mayo de 2011.
- Santoro, Frank (16 de octubre de 2010). «Class with Frank part 2: Doin' the Chester». Comics Comics. Archivado desde el original el 21 de octubre de 2010. Consultado el 30 de abril de 2011.
- Sullivan, Darcy (Julio 1991). «The Most Honest Sex in Comics». The Comics Journal (Fantagraphics Books) (143): 49-52. ISSN 0194-7869.
- Wolk, Douglas (2007). «Chester Brown: The Outsider». Reading Comics: How Graphic Novels Work and What They Mean. Da Capo Press. pp. 147–155. ISBN 978-0-306-81509-6.